# Атласка мечка
Атласка мечка (Ursus arctos crowtheri) е изчезнал самостоятелен вид мечка или подвид на кафявата мечка.

## Исторически сведения
Последното сигурно доказателство е за отстреляна женска през 1840-те години в Алжир. Според непотвърдена информация на френския учен Jules René Bourguignat (1829 – 1892) твърди, че през 1867 г. все още са се срещали мечки в източната част на Алжир. Подвидът вероятно е бил унищожен през 1869 г., когато последният известен екземпляр е бил убит от ловци в северната част на Мароко. Точното време на неговото изчезване е неизвестно.

## Разпространение
Вероятното разпространение на подвида е в северна и североизточна Африка в района от Мароко на запад до Либия на изток.

## Описание
Атласките мечки били с тъмнокафяв цвят на космената покривка, понякога с бяло оцветяване около муцуната. Космената покривка в долната част на тялото преминава към червеникаво. Дължината на косъма е бил 10 – 12 см. Муцуната и ноктите са били къси, подобно на барибала. Въпреки това се характеризират със силно и масивно телосложение. Вероятно са консумирали предимно растителна храна съставена от треви, корени, жълъди и ядки на различни плодове.